# Distretto di Surcubamba
Il distretto di Surcubamba è uno dei sedici distretti della provincia di Tayacaja, in Perù. Si trova nella regione di Huancavelica e si estende su una superficie di 230.88 chilometri quadrati.